# Pucangsewu
Pucangsewu is een bestuurslaag in het regentschap Pacitan van de provincie Oost-Java, Indonesië. Pucangsewu telt 3247 inwoners (volkstelling 2010).